# UFC 51
UFC 51: Super Saturday（ユーエフシー・フィフティワン：スーパー・サタデー）は、アメリカ合衆国の総合格闘技団体「UFC」の大会の一つ。2005年2月5日、ネバダ州ラスベガスのマンダレイ・ベイ・イベント・センターで開催された。

## 大会概要
UFC世界ヘビー級王者フランク・ミアの負傷による長期離脱に伴いヘビー級暫定王座決定戦が行われ、アンドレイ・アルロフスキーがティム・シルビアをアキレス腱固めで降し、ヘビー級暫定王者となった。
第2代UFC世界ミドル級王者ムリーロ・ブスタマンチの王座剥奪以来空位となっていたミドル級の王座決定戦が行なわれ、エヴァン・タナーがデビッド・テレルをTKOで降し、第3代UFC世界ミドル級王者となった。
メインイベントではティト・オーティズとビクトー・ベウフォートによるライトヘビー級戦が行われた。

## 試合結果

### プレリミナリィカード
第1試合 ウェルター級 5分3R
○  ニック・ディアス vs.  ドリュー・フィケット ×
1R 4:40 TKO（レフェリーストップ：マウントパンチ）
第2試合 ウェルター級 5分3R
○  カロ・パリジャン vs.  クリス・ライトル ×
3R終了 判定3-0（30-27、30-27、30-27）
第3試合 ミドル級 5分3R
○  デビッド・ロワゾー vs.  ギデオン・レイ ×
1R終了時 TKO（ドクターストップ：カット）
第4試合 ヘビー級 5分3R
○  ポール・ブエンテロ vs.  ジャスティン・エイラーズ ×
1R 3:34 KO（右ストレート）

### メインカード
第5試合 ヘビー級 5分3R
○  マイク・カイル vs.  ジェームス・アーヴィン ×
1R 1:55 KO（右ストレート）
第6試合 UFC世界ミドル級王座決定戦 5分5R
○  エヴァン・タナー vs.  デビッド・テレル ×
1R 4:35 TKO（レフェリーストップ：パウンド）
※タナーが王座獲得に成功
第7試合 UFC世界ヘビー級暫定王座決定戦 5分5R
○  アンドレイ・アルロフスキー vs.  ティム・シルビア ×
1R 0:47 アキレス腱固め
※アルロフスキーが王座獲得に成功
第8試合 ミドル級 5分3R
○  ピート・セル vs.  フィル・バローニ ×
3R 4:19 フロントチョーク
第9試合 ライトヘビー級 5分3R
○  ティト・オーティズ vs.  ビクトー・ベウフォート ×
3R終了 判定2-1（29-28、29-28、28-29）